# Milorad Kosanović
Milorad Kosanović (srbsko Милорад Косановић), srbski nogometaš, * 4. januar 1951, Banovci, SFRJ.
Milorad  je nekdanji mladinski reprezentant Jugoslavije,ki je igral na položaju centralnega branilca v nekaterih srbskih klubih od 1968-1984.Rojen je bil sicer na Hrvaškem v mestecu Banovci,ki leži 22km od kraja Vukovar nedaleč stran od Srbske pokrajine Vojvodina.Svoje otroštvo pa je mladi Milorad preživljal v Novem Sadu,kjer je služboval njegov oče.Jeseni 2013 je prevzel trenersko mesto pri Olimpiji iz Ljubljane.Sporazumno pa se je z njimi razšel konec aprila 2014 in le nekaj mesecev kasneje prevzel Srbskega prvoligaša FK Novi Pazar z juga Srbije.